# Stefano Carozzo
Stefano Carozzo (n. 17 ianuarie 1979, Savona, Liguria, Italia) este un scrimer italian, medaliat olimpic. A participat la o ediție a Jocurilor Olimpice (2008) în care a câștigat o medalie de bronz.

## Participări
Lista de mai jos prezintă principalele competiții la care a participat Stefano Carozzo de-a lungul carierei.
- Spadă masculin pe echipe la Jocurile Olimpice de vară din 2008